# Бенігнус Діппольд
Бенігнус Діппольд (Benignus Dippold; 4 липня 1889, Зеслах — 18 жовтня 1967, Бамберг) — німецький воєначальник, генерал-лейтенант вермахту.

## Біографія
25 липня 1908 року вступив в Баварську армію. Учасник Першої світової війни. Після демобілізації армії залишений в рейхсвері. З 1 лютого 1933 року — командир 3-го батальйону 20-го піхотного полку, з 1 жовтня 1934 року — 3-го батальйону піхотного полку «Регенсбург», з 15 жовтня 1935 року — 21-го, з 6 жовтня 1936 року — 104-го піхотного полку, з 28 листопада 1939 року — 183-ї піхотної дивізії. 4 жовтня 1941 року поранений і відправлений на лікування, 5 грудня 1941 року — в резерв ОКГ. З 1 жовтня 1942 року — командир 717-ї піхотної дивізії. 1 квітня 1943 року знову відправлений в резерв ОКГ. 1 червня 1943 року відряджений в 3-й армійський корпус як директор курсу командирів батальйону, перебував там до 25 липня 1943 року. З 15 жовтня 1943 року — командир 540-ї дивізії особливого призначення. 15 березня 1944 року знову відправлений в резерв ОКГ і направлений в групу армій «Південь» для служби комендантом укріпрайону, перебував там до 23 березня 1944 року. 21-31 серпня 1944 року пройшов курс службовця таборів для військовополонених у Відні. 14 вересня 1944 року відряджений до командувача військовополоненими в 6-му військовому окрузі, а 15 листопада зайняв його посаду. З 12 квітня 1945 року — бойовий комендант Нюрнберга. 15 квітня 1945 року направлений в 82-й армійський корпус. 8 травня 1945 року взятий в полон. 22 серпня 1947 року звільнений.

## Звання
- Фанен-юнкер (25 липня 1908)
- Фанен-юнкер-унтерофіцер (1 листопада 1908)
- Фенріх (7 березня 1909)
- Лейтенант (23 жовтня 1910)
- Оберлейтенант (1 червня 1915)
- Гауптман (1 листопада 1919)
- Майор (1 березня 1930)
- Оберстлейтенант (1 квітня 1934)
- Оберст (1 січня 1936)
- Генерал-майор (1 жовтня 1939)
- Генерал-лейтенант (1 жовтня 1941)

## Нагороди
- Медаль принца-регента Луїтпольда
- Залізний хрест 2-го і 1-го класу
- Орден «За військові заслуги» (Баварія) 4-го класу з мечами і короною
- Нагрудний знак «За поранення» в чорному
- Почесний хрест ветерана війни з мечами
- Медаль «За вислугу років у Вермахті» 4-го, 3-го, 2-го і 1-го класу (25 років; 2 жовтня 1936) — отримав 4 нагороди одночасно.
- Застібка до Залізного хреста
  - 2-го класу (1 листопада 1939)
  - 1-го класу (24 червня 1940)
- Орден Зірки Румунії, великий офіцерський хрест з мечами
- Орден Корони короля Звоніміра 1-го ступеня з мечами і зіркою (Незалежна Держава Хорватія)
- Нагрудний знак «За поранення» в сріблі (6 січня 1944)